# 大分中学校・高等学校
大分中学校・高等学校（おおいたちゅうがっこう・こうとうがっこう）は、大分県大分市明野高尾一丁目にある私立中高一貫校。通称は「分中」（いたちゅう）「分高」（いたこう）。

## 学科

### 中学校
- 特進コース
- スポーツコース(2023年度入試から募集停止)

### 高等学校
- 普通科 
  - 特進選抜コース【定員15名】
  - 特進コース【定員30名】
  - 準特進コース【定員60名】
  - アスリートコース【定員60名】
  - 書道コース【定員10名】
  - 普通コース【定員80名】
  - アニメコース 【定員25名】
  - 適応指導コース
- 商業科【定員80名】
- 自動車工業科(国家3級自動車整備士課程)【定員40名】

### 専門学校
- 自動車工学専攻科(国家2級自動車整備士課程) [1]

## 沿革
- 1948年（昭和23年）4月 - 大分県別府市浜脇に大分外国語専門学校として開校。
- 1951年（昭和26年）4月 - 大分外事専門学校に改称。外国語科に加え経理科を開設。
- 1951年（昭和26年）10月 -  大分市金池町に移転。
- 1952年（昭和27年）5月 - 大分外事専門学校の運営団体を学校法人大分高等学校に組織替えし、普通科男子のみの大分高等学校を創設。
- 1953年（昭和28年）4月 - 商業科を併設。男女共学化。
- 1961年（昭和36年）4月 - 自動車工業科を併設。
- 1961年（昭和36年）8月 - 大分市大道町2丁目に新築移転。
- 1979年（昭和54年）4月 - 特進コースを併設。
- 1976年（昭和51年）4月 - 大分市明野に新築移転。
- 1995年（平成7年）4月 - 自動車工学専攻科を設置。
- 2006年（平成18年）4月 - 中学校併設。
- 2016年（平成28年）4月 - 大分中学校開校10周年。
- 2021年（令和3年）6月 - 創立70周年。
- 2021年（令和3年）11月 - 創立70周年記念式典挙行。

## 教育目標
校訓
- 創造　豊かな人間をつくること

- 敬愛　正しい人間をつくること

- 気力　たくましい人間をつくること

教育理念
- 知育　人類の残した文化遺産を受けとめ、それを基盤としてより深い知識と豊かな人生を育む活動。
- 徳育　思いやりのある人間を育て、市民として正しい生活能力をつちかうための活動。
- 体育　健全な市民として生きるためのたくましい心身と、集団的協調意識を向上させるための活動。
- 美育　健全な市民として生きるためのたくましい心身と、集団的協調意識を向上させるための活動。
- 気育　生活意識や学習意欲に満ち、強じんな精神と行動力をもつ、たくましい生活活動。

## 高等学校における主な部活動
運動部、文化部ともに様々な部活動があり、積極的に部活動へ取り組んでいる。他校にはない部活動もあるので部活動をするために大分高校に入学する生徒も多数いる。
- 野球部

選抜高等学校野球大会に1回出場（2019年春〈第91回〉）。全国高等学校野球選手権大会に2回出場（2014年夏〈第96回〉・2016年夏〈第98回〉）。2019年春（第91回）にて甲子園初勝利を挙げる。この大会では明豊高校とともに大分県勢として2009年春（第81回）以来10年ぶりに2校選出されているが、明豊高校も初戦を突破しており、大分県勢が2校同時に初戦突破したのは史上初。九州大会14回出場（春9回・秋5回）の実績を誇る。
- サッカー部

全国高等学校サッカー選手権大会に11回出場。2001年（第80回）でベスト8進出。2011年（第90回）でベスト4進出。プロサッカー選手を多数輩出している。
全国高等学校総合体育大会男子サッカー競技ベスト16（2019年）、全国高等学校総合体育大会男子サッカー競技出場（2021年）、全国高等学校サッカー選手権大会大分県大会優勝（2022年）
- ハンドボール部男子

全国高等学校ハンドボール選抜大会準優勝（2016年）。全国高等学校総合体育大会準優勝（2016年）。全国高等学校ハンドボール選抜大会ベスト16（2023年）。
- ハンドボール部女子

全国高等学校ハンドボール選抜大会優勝（2017年）。全国高等学校総合体育大会3位（2019年）。九州ハンドボール選抜大会優勝は2021年から2024年まで三連覇を達成している。
また上記以外にも全国選抜大会10年連続出場、県高校総体10年連続優勝など全国有数の実績がある。
- ソフトテニス部男子

大分県高等学校新人ソフトテニス大会で2019年から2023年で5年連続団体優勝しており、また大分県高等学校総合体育で団体優勝を2020年から2023年にかけて4年連続で優勝している。
- ソフトテニス部女子

大分県高等学校新人大会団体戦3位（2022年）、大分県高等学校総合体育大会ソフトテニス競技団体戦3位・九州大会出場インターハイ出場（2024年）。
- 陸上競技部

短距離と投擲で活動している。2022年の大分県新人戦100m優勝では大会新記録を残し、2023年は大分県高校総体男子100mで優勝して２連覇を達成している。2024年には大分県高校新人男子100m優勝、200m準優勝。また、九州高校新人女子4×100mリレー優勝、九州高校新人男子100m準優勝の実績がある。
- バスケットボール部女子

ウインターカップに1回出場。第74回ウインターカップで2回戦進出。
大分県高等学校新人バスケットボール大会優勝2年連続（2023年、2024年）。県内で無数の実績がある。
- ゴルフ部

大分県内でも珍しい部活動であり、全国高等学校ゴルフ選手権大会や日本ジュニアゴルフ選手権、国民スポーツ大会に出場するなど全国大会に頻繁に出場している。
- 剣道部

平成24年度に全国高等学校剣道大会で女子個人優勝するなど強豪校として有名である。他にも大分県高等学校総合体育大会男子団体準優勝（2020年）、大分県新人大会男子個人3位（2021年）、九州高等学校総合体育大会女子個人出場（2023年）、九州高等学校剣道選抜大会個人出場（2024年）
- ボウリング部

大分県内唯一の部活動であり、プロボウラーを輩出している実績校である。全国高等学校ボウリング選手権大会男子団体準優勝（2023年）と輝かしい実績もある。2024年には高体連加盟校全国選抜ボウリング大会2024京都大会男子団体6位、全国高等学校ボウリング選手権大会男子団体優勝している。
- 書道部

全日本高校・大学生書道展（以下「書道展」）で団体賞の最優秀校に9回選出。また、毎年愛媛県で開催される書道パフォーマンス甲子園に第1回から出場し、2010年の第3回大会で初優勝を果たした。漫画『とめはねっ! 鈴里高校書道部』に登場する「豊後高校書道部」のモデル。
しかしながら2010年の第15回書道展で出品していない生徒や実在しない生徒の名前を使った不正な応募作が多数見つかり、同校の全応募作2487作品が失格となった。同校は不正を認めている。団体賞は出品数に応じてポイントが加算される仕組みで、各部門への出品は1人1作品に制限されており、顧問の男性教諭は「自分の判断で、勝ちたい一心で不正をやった」と話している。また、当年度の全部門、さらには前年度(2009年)の篆刻の部においても不正をしていたことが発覚し、8月16日付で昨年度の団体最優秀校の返上を書道展主催者に申し出たほか、同部の顧問の男性教諭が停職3ヶ月の処分、校長が2ヶ月間無給、副顧問の女性教諭が1ヶ月10分の1の減給などの処分が科されたと発表された。
- 吹奏楽部

「よりよい音楽を作る」をモットーに学校内外問わず、様々な活動に参加しており、定期演奏会には特に力をいれている。2年連続（2023年・2024年）で大分県吹奏楽コンクール金賞、九州吹奏楽コンクール銀賞、大分県アンサンブルコンテスト金賞なども実績も出している。
- 放送部

NHK杯全国高校放送コンテストに8年連続出場しており、過去には全国優勝した実績がある。第48回全国総合高等学校総合文化祭のビデオメッセージ部門で優秀賞（2024年）を獲得している。なお、卒業生に現役のアナウンサーがいる。

その他にもバスケットボール部男子、弁論部、図書部、囲碁部、美術部、茶道部、情報処理部、マーケティングクラブ、自動車同好会、アニメ同好会、チアダンス同好会、ダンス同好会などがある。

## 外部との連携プログラム
大分高校に設置している各コース独自のプログラムとして外部教育機関や企業との連携を実施している。実践的な授業を行い在校生のスキル、知識を高め、社会のニーズに合う教育活動を率先して行っている。
- アスリートコース

スポーツクラブルネサンスおおいた24と連携し、専門科目の一環としてプロのインストラクターから指導を受けながら専門的な知識を高めている。他にも体づくりのほか、座学でのトレーニング論、メンタルケア、栄養学などやケガをしないためのコンディショニングなどを総合的に学んでいる。
- アニメコース

2024年度から全国有数の情報系専門学校であるKCS大分情報専門学校と連携している。2年次に全員金曜にKCS大分情報専門学校に行き、年間60時間程度の講義を受講する。専門ソフトのAdobeillustratorやPhotoshop、Mayaを使用して将来プロとして活躍できる基礎力を身につけることができる。
- 商業科

IVY大分高度コンピュータ専門学校と大原ビジネス公務員専門学校大分校と連携し、高度な資格取得やIT機器を使用したリモートワークへの対応などを学習している。それにより実社会に即した授業形態で即戦力となる人材育成を図っている。
他にも2024年度はDXハイスクールに認定されていて今後、高度なプログラミングや文理横断的な探究学習を行うことを予定している。また、公務員受験指導を積極的に行い、専門講座を開設している。

## 生徒会活動
大分高校生徒会は学校生活を支える企画・運営を担っている組織である。麗羽祭（文化祭と体育大会の合同開催）や生徒総会、遠足、クラスマッチなど学校行事の準備を生徒主役で進めている他高校の生徒会とは一線を画す活動をおこなっている。その他にも学校紹介パンフレットにも積極的に関わり、生徒会のみのページも存在している。

## 高等学校の著名な出身者
- 足立知弥 - 陸上選手（旭化成所属、第57回別府大分毎日マラソン優勝）
- 井口尚子 - 大分放送アナウンサー
- 後藤なぎさ - 大分放送アナウンサー
- 岡村誠之 - テレビ大分アナウンサー兼ディレクター
- 伊藤博文 ‐ 元プロ野球選手
- 岩崎久則 - 元プロ野球選手
- 佐野皓大 - プロ野球選手
- 江川侑斗 - プロ野球選手
- 川上理偉 - プロ野球選手
- 内村圭宏 - 元サッカー選手
- 尾崎雄二 - ボートレーサー・元サッカー選手
- 川崎元気 - 元サッカー選手
- 神崎大輔 - 元サッカー選手
- 倉本崇史 - 元サッカー選手
- 小手川宏基 - 元サッカー選手
- 新海美優 - ゴルファー
- 朴俊慶 - 元サッカー選手
- 福元洋平 - 元サッカー選手
- 姜曉一 - 元サッカー選手
- 堤聖司 - サッカー選手
- 佐藤碧 - サッカー選手
- 重見柾斗 - サッカー選手
- 財前直見 - 女優
- 藤井かほり - 女優・モデル
- 渡辺典子 - 女優。芸能活動のため、日出女子学園高校へ転校。
- 森七菜 - 女優[6][7]
- 山﨑哲史 - 劇作家、脚本家